# Charles Grenzbach
Charles Grenzbach (* 29. Dezember 1923 in New York City; † 29. März 2004 in Palm Desert) war ein US-amerikanischer Tontechniker. Er gewann 1987 einen Oscar in der Kategorie Bester Ton für den Film Platoon (1986) und war zweimal in derselben Kategorie nominiert. Zwischen 1956 und 1989 arbeitete Grenzbach an über 130 Filmen.

## Auszeichnungen (Auswahl)
Gewonnen
- Platoon (1986)[1]

Nominiert
- Der Pate (The Godfather, 1972)[2]
- Chinatown (1974)[3]